# Smeringochernes aequatorialis
Smeringochernes aequatorialis är en spindeldjursart som först beskrevs av Daday 1897.  Smeringochernes aequatorialis ingår i släktet Smeringochernes och familjen blindklokrypare. Inga underarter finns listade i Catalogue of Life.